# Гебендингер, Эрнст
Эрнст Гебендингер (10 февраля 1926 года — 23 мая 2017 года) — швейцарский гимнаст. На чемпионате мира в 1950 году в Базеле завоевал три золотые медали: в вольных упражнениях (вместе с Йозефом Штальдером), в опорном прыжке и в командных соревнованиях. Участник  летних Олимпийских игр 1952 года. Получив в 1954 году травму, был вынужден завершить спортивную карьеру.

## Биография
Эрнст Гебендингер родился 10 февраля 1926 года в городе Винтертуре. Посещал школы в Hegi и Oberwinterthur. Учился в текстильном колледже в Цюрихе, два года работал ткачом на фабрике Sidi в Винтертуре.
В 17 лет начал заниматься гимнастикой. На чемпионате мира в 1950 году в Базеле завоевал три золотые медали: в опорном прыжке, вольных упражнениях и в командном многоборье. На Олимпийских играх 1952 года завоевал серебряную медаль в командном многоборье. В личном многоборье занял 39-е место. В 1954 году закончил спортивную карьеру, получив травму мениска коленного сустава.
Оставив спорт, работал тренером в городском гимнастическом клубе.